# Direction interrégionale des services pénitentiaires

Carte des directions interrégionales des services pénitentiaires au 1 janvier 2017.

En France, les directions interrégionales des services pénitentiaires (DISP), auparavant appelées directions régionales des services pénitentiaires (DRSP), sont des services déconcentrés à l'échelle interrégionale de l'administration pénitentiaire. Il en existe dix pour la métropole et l'outre-mer.

## Missions
Les directions interrégionales des services pénitentiaires constituent l'échelon intermédiaire entre l'administration centrale, incarnée par la direction de l'Administration pénitentiaire (DAP), et les établissements pénitentiaires et les services pénitentiaires d'insertion et de probation (SPIP). 
Le directeur interrégional (DI) a autorité sur les établissements pénitentiaires et les services pénitentiaires d'insertion et de probation relevant de son ressort, à l'exception des établissements qu'un texte place directement sous l'autorité de l'administration centrale.

## Organisation
Les directions interrégionales sont composées de différents départements placés sous l'autorité d'un directeur interrégional, d'un directeur interrégional adjoint et d'un secrétaire général :
- Département de la sécurité et de la détention (DSD) ;
- Département des politiques d'insertion, de probation et de prévention de la récidive (DPIPPR) ;
- Département des ressources humaines et des relations sociales (DRHRS) ;
- Département du budget et des finances (DBF) ;
- Département des affaires immobilières (DAI) ;
- Département des systèmes d'information (DSI).

Et sous l'autorité du service national du renseignement pénitentiaire (SNRP) :
- une cellule interrégionale du renseignement pénitentiaire (CIRP).

## Ressort territorial
Le ressort territorial de chaque direction interrégionale, constitué d'une ou plusieurs régions administratives, forme une zone dite « interrégion pénitentiaire ». Il est, à partir du 1er juin 2023, le suivant :
| Direction interrégionale | Siège          | Régions administratives | Directeur interrégional | Directeur interrégional adjoint |
| ------------------------ | -------------- | --- | ----------------------- | ------------------------------- |
| DISP de Bordeaux         | Bordeaux       | Nouvelle-Aquitaine | Franck Linares          | Guillaume Goujot                |
| DISP de Dijon            | Dijon          | Bourgogne-Franche-Comté et Centre-Val de Loire | Guillaume Piney         | André Varignon                  |
| DISP de Strasbourg       | Strasbourg     | Grand Est | Renaud Seveyras         | Gaëlle Verschaeve               |
| DISP de Lille            | Lille          | Hauts-de-France | Sophie Bleuet           | Martine Hamelot-Marié           |
| DISP de Lyon             | Lyon           | Auvergne-Rhône-Alpes | Paul Louchouarn         | Julie Millet                    |
| DISP de Marseille        | Marseille      | Provence-Alpes-Côte d'Azur et Corse | Thierry Alves           | Pierre Gadoin                   |
| DISP de Paris            | Fresnes        | Île-de-France | Stéphane Scotto         | Isabelle Liban                  |
| DISP de Rennes           | Rennes         | Bretagne, Normandie et Pays de la Loire | Pascal Vion             | Luc July                        |
| DISP de Toulouse         | Toulouse       | Occitanie | Stéphane Gély           | Nathalie Faustin                |
| DSP d'outre-mer (DISP)   | Ivry-sur-Seine | Guadeloupe, Martinique, Guyane, La Réunion, Mayotte, Polynésie française, Saint-Pierre-et-Miquelon, Saint-Martin, Saint-Barthélémy, Wallis-et-Futuna et Nouvelle-Calédonie | Vincent Dupeyre         | Antoine Cuenot                  |

De 2008 à 2016, le ressort était défini par l'article D. 192 du Code de procédure pénale (abrogé au 1er janvier 2017), et était le suivant, :
| Direction        | Départements |
| ---------------- | --- |
| Bordeaux         | Dordogne, Gironde, Landes, Lot-et-Garonne, Pyrénées-Atlantiques, Corrèze, Creuse, Haute-Vienne, Charente, Charente-Maritime, Deux-Sèvres et Vienne |
| Centre-Est Dijon | Côte-d'Or, Nièvre, Saône-et-Loire, Yonne, Cher, Eure-et-Loir, Indre, Indre-et-Loire, Loiret, Loir-et-Cher, Ardennes, Aube, Marne et Haute-Marne    |
| Est-Strasbourg   | Meurthe-et-Moselle, Meuse, Moselle, Vosges, Bas-Rhin, Haut-Rhin, Doubs, Jura, Haute-Saône et Territoire de Belfort                                 |
| Lille            | Pas-de-Calais, Nord, Aisne, Oise, Somme, Eure et Seine-Maritime                                                                                    |
| Lyon             | Ain, Ardèche, Drôme, Isère, Loire, Rhône, Savoie, Haute-Savoie, Allier, Cantal, Haute-Loire et Puy-de-Dôme                                         |
| Marseille        | Alpes-de-Haute-Provence, Hautes-Alpes, Alpes-Maritimes, Bouches-du-Rhône, Var, Vaucluse, Haute-Corse et Corse-du-Sud                               |
| Paris            | Paris, Essonne, Hauts-de-Seine, Seine-et-Marne, Seine-Saint-Denis, Val-de-Marne, Val-d'Oise et Yvelines                                            |
| Rennes           | Côtes-d'Armor, Finistère, Ille-et-Vilaine, Morbihan, Calvados, Manche, Orne, Loire-Atlantique, Maine-et-Loire, Mayenne, Sarthe et Vendée           |
| Toulouse         | Ariège, Aveyron, Haute-Garonne, Gers, Lot, Hautes-Pyrénées, Tarn, Tarn-et-Garonne, Aude, Gard, Hérault, Lozère et Pyrénées-Orientales              |